# Emilio Rivera

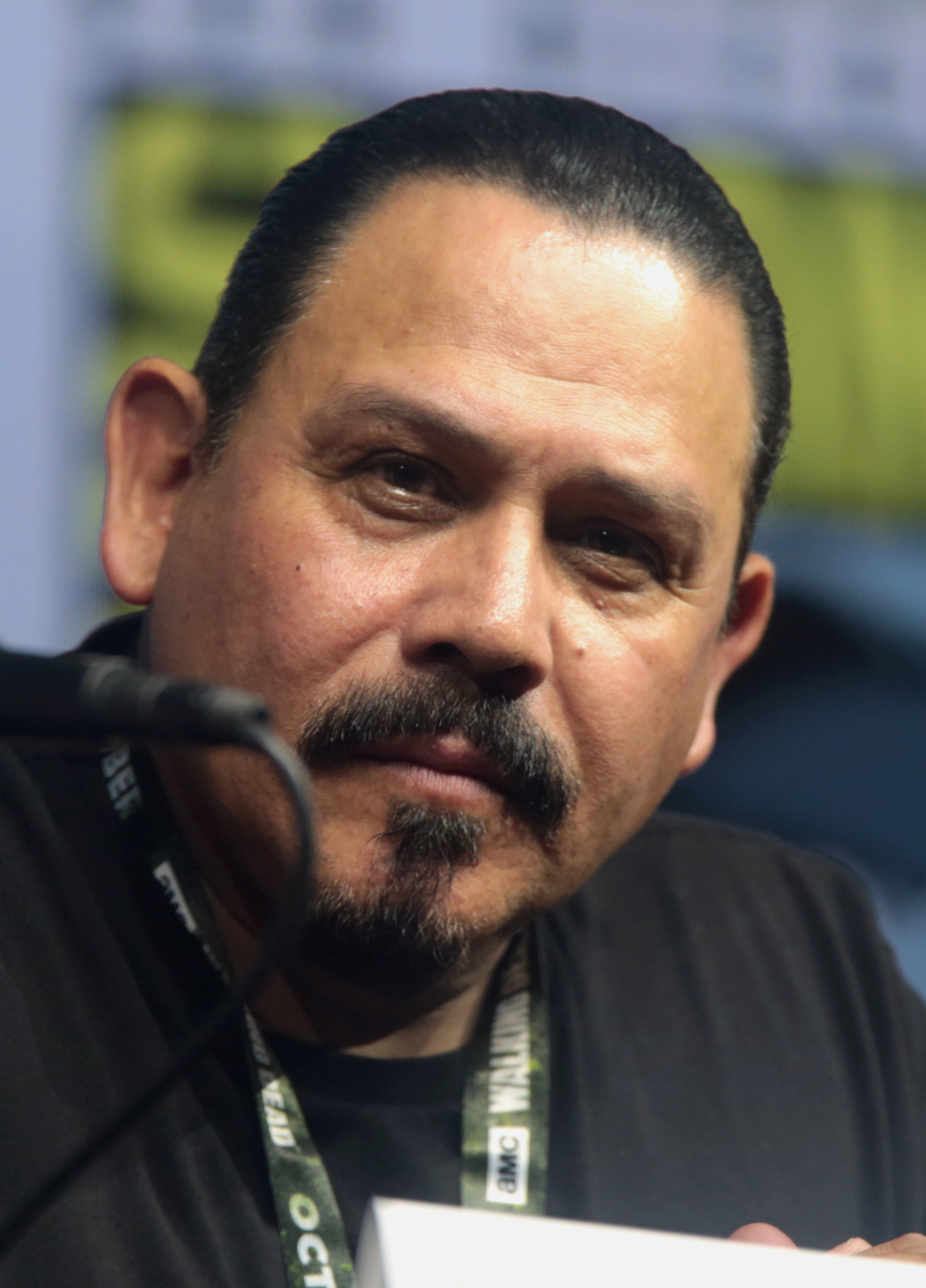
Emilio Rivera auf der San Diego Comic Con 2018

Emilio Rivera (* 24. Februar 1961 in San Antonio, Texas) ist ein US-amerikanischer Schauspieler und Stand-up-Komiker mexikanischer Herkunft. Bekanntheit erlangte er vor allem durch die Rolle des Marcus Álvarez aus der Serie Sons of Anarchy und dem Spinoff Mayans M.C..

## Leben und Karriere
Emilio Rivera wurde als eines von sieben Kinder, vier Söhnen und drei Töchtern, in der texanischen Millionenstadt San Antonio geboren. Anschließend wuchs er im Elysian Valley, in Los Angeles auf. Seine Kindheit, in dem auch als Frogtown bezeichneten Stadtgebiet, war nicht immer einfach. Dazu zählen auch seine Erfahrungen mit Straßengangs und Drogenkonsum. Die erste Berührung mit der Schauspielerei hatte er bereits in der dritten Klasse, als er an einer Schulaufführung des Rumpelstilzchen mitwirkte. Nach dem Schulabschluss 1979 ließ er sich in die US-Armee einziehen. Danach hatte er es zunächst schwer im Schauspielgeschäft Fuß zu fassen und begann seine Karriere daher am Theater.
Seine erste Rolle vor der Kamera übernahm er 1992 mit einem Gastauftritt in der Serie Renegade – Gnadenlose Jagd. Weitere Auftritte im Fernsehen folgten bald in Die Abenteuer des Brisco County jr., Beverly Hills, 90210 und JAG – Im Auftrag der Ehre. Erste Filmrollen übernahm er in Meine Familie, Cable Guy – Die Nervensäge und Con Air. Zwischen 1995 und 1996 spielte er eine kleine Rolle in der Daily Soap Reich und Schön. Anschließend trat er in Walker, Texas Ranger, Akte X – Die unheimlichen Fälle des FBI, New York Cops – NYPD Blue, Emergency Room – Die Notaufnahme, The Shield – Gesetz der Gewalt, CSI: Vegas, Kojak, Bones – Die Knochenjägerin und My Name Is Earl in Gastrollen auf.
2003 übernahm er eine kleine Rolle in Bruce Allmächtig. 2004 trat er in der Filmkomödie Wedding Bells auf. 2007 spielte er einen Polizisten in Spider-Man 3. 2009 war er als Bodega in der Filmkomödie Lieferung mit Hindernissen mit Donald Faison zu sehen. Im Actionfilm Act of Valor war er in der Rolle des Sanchez zu sehen. Von 2008 bis 2014 spielte er die Nebenrolle des Marcus Álvarez in der Serie Sons of Anarchy. In dieser Nebenrolle ist er seit 2018 im Spin-off Mayans M.C. zu sehen. 2014 war er als Tio Gordo in einer wiederkehrenden Rolle in der Serie Gang Related zu sehen. Von 2015 bis 2016 war er als Hector „Escorpion“ Alvarez in einer Nebenrolle in Z Nation zu sehen. 2018 trat er in den Filmen Don’t Worry, weglaufen geht nicht und Venom auf. Ebenfalls ab 2018 war er in den Serien The Family Business und On My Block zu sehen.
Seit Beginn seiner Karriere war Rivera in mehr als 120 Film- und Fernsehproduktionen zu sehen. Das bevorzugte Rollenprofil, auf das er häufig besetzt wird, sind vor allem Kriminelle oder Gesetzeshüter. Als Darsteller wirkte er auch in einigen Musikvideos, etwa von 50 Cent und Nicki Minaj, mit.

## Persönliches
Rivera ist seit 2009 mit Yadi Valerio in zweiter Ehe verheiratet. Mit seiner ersten Ehefrau hat er drei gemeinsame Kinder. Die Ehe zerbrach aufgrund von Riveras Drogenproblemen. Seit einem Entzug ist er komplett clean. Seine Kampffähigkeiten brachten ihm, aufgrund seiner harten Linken, in der Kindheit den Spitznamen Lefty ein.

## Filmografie (Auswahl)
- 1992: Renegade – Gnadenlose Jagd (Renegade, Fernsehserie, Episode 1x08)
- 1993: Die Abenteuer des Brisco County jr. (The Adventures of Brisco County, Jr., Fernsehserie, Episode 1x04)
- 1995: Beverly Hills, 90210 (Fernsehserie, Episode 5x18)
- 1995: Meine Familie (My Family)
- 1995: Herkunft unbekannt (Donor Unknown, Fernsehfilm)
- 1995: Speed Rage
- 1996: JAG – Im Auftrag der Ehre (JAG, Fernsehserie, Episode 1x11)
- 1996: Cable Guy – Die Nervensäge (Cable Guy)
- 1996–1997: Reich und Schön (The Bold and the Beautiful, Fernsehserie, 6 Episoden)
- 1997: Con Air
- 1997–1999: L.A. Heat (Fernsehserie, 2 Episoden)
- 1998: Der Schattenkrieger (Soldier of Fortune, Inc., Fernsehserie, 2 Episoden)
- 1998: Walker, Texas Ranger (Fernsehserie, Episode 6x24)
- 1998–2001: New York Cops – NYPD Blue (NYPD Blue, Fernsehserie, 2 Episoden)
- 1999: Pros & Cons
- 2000: Akte X – Die unheimlichen Fälle des FBI (The X-Files, Fernsehserie, Episode 7x07)
- 2000: Traffic – Macht des Kartells (Traffic)
- 2001: Tomcats
- 2001: Emergency Room – Die Notaufnahme (ER, Fernsehserie, Episode 8x05)
- 2002: Road Dogz
- 2002: Ali G in da House
- 2002: High Crimes – Im Netz der Lügen (High Crimes)
- 2002: Geständnisse – Confessions of a Dangerous Mind (Confessions of a Dangerous Mind)
- 2003: The Shield – Gesetz der Gewalt (The Shield, Fernsehserie, 2 Episoden)
- 2003: Extreme Rage (A Man Apart)
- 2003: Bruce Allmächtig (Bruce Almighty)
- 2003: CSI: Vegas (CSI: Crime Scene Investigation, Fernsehserie, Episode 3x23)
- 2003: el matador
- 2004: Wedding Bells (Cake)
- 2004: Collateral
- 2005: Kojak (Fernsehserie, 3 Episoden)
- 2005: Harsh Times – Leben am Limit (Harsh Times)
- 2005: Dick und Jane (Fun with Dick and Jane)
- 2006: Bones – Die Knochenjägerin (Bones, Fernsehserie, Episode 1x13)
- 2006: Shark (Fernsehserie, Episode 1x01)
- 2006: My Name Is Earl (Fernsehserie, 2 Episoden)
- 2007: The Dead One
- 2007: Spider-Man 3
- 2007: Delta Farce
- 2007: Girlfriends (Fernsehserie, Episode 8x10)
- 2008: The Third Nail
- 2008: Strange Wilderness
- 2008: Street Kings
- 2008: Weeds – Kleine Deals unter Nachbarn (Weeds, Fernsehserie, 4 Episoden)
- 2008: Terminator: The Sarah Connor Chronicles (Fernsehserie, Episode 2x08)
- 2008–2014: Sons of Anarchy (Fernsehserie, 31 Episoden)
- 2009: CSI: NY (Fernsehserie, Episode 5x18)
- 2009: Lie to Me (Fernsehserie, Episode 1x12)
- 2009: Lieferung mit Hindernissen (Next Day Air)
- 2010: Lean Like a Cholo
- 2010: American Flyer
- 2011: Southland (Fernsehserie, Episode 3x01)
- 2011: Platinum Illusions
- 2011: The Mentalist (Fernsehserie, Episode 4x09)
- 2012: Act of Valor
- 2012: The Obama Effect
- 2013: The Devil’s in the Details
- 2013: Water & Power
- 2014: Bullet
- 2014: 10 Cent Pistol
- 2014: Gang Related (Fernsehserie, 13 Episoden)
- 2014–2017: Hand of God (Fernsehserie, 6 Episoden)
- 2015: Mercy for Angels
- 2015: Hitman: Agent 47
- 2015–2016: Z Nation (Fernsehserie, 11 Episoden)
- 2016: Tal der Angst (Lawless Range)
- 2016: The Night Shift (Fernsehserie, Episode 3x03)
- 2016: TripTank (Fernsehserie, 2 Episoden)
- 2016: Wild for the Night
- 2017: El Camino Christmas
- 2017: Shadow of the Gun
- 2018: Fade Away
- 2018: Don’t Worry, weglaufen geht nicht (Don’t Worry, He Won’t Get Far on Foot)
- 2018: Venom
- 2018–2021: On My Block (Fernsehserie, 8 Episoden)
- 2018–2022: The Family Business (Fernsehserie, 12 Episoden)
- 2018–2023: Mayans M.C. (Fernsehserie)
- 2019: 3 from Hell
- 2020: Ride Hard: Live Free
- 2021: Welcome to Our World
- 2022: The Garcias (Fernsehserie, 3 Episoden)
- 2023: Flamin’ Hot